# Grand Theft Auto: Vice City
Grand Theft Auto: Vice City е видеоигра в жанра 3D екшън от трето лице разработена от Рокстар Норт и издадена от Rockstar Games. Това е четвъртата основна част от поредицата Grand Theft Auto, след Grand Theft Auto III и преди Grand Theft Auto: San Andreas. Продадени са над 17,5 милиона копия от нея.
Играта се появява през октомври 2002 г. за PlayStation 2 и през 2003 за PC. В геймплея, основаващ се на този в Grand Theft Auto III, има съвсем малко промени. Действието се развива във фиктивния град Vice City, базиран на Маями в началото на 80-те, а играчът поема ролята на италиански мафиот на име Томи Версети, който е прекарал последните 15 години в затвора. В играта освен мисиите има възможност да се закупуват някои точно определени сгради и бизнеси. Също така има възможност за влизане в някои сгради, добавени са мотоциклети, пълноценен самолет и вертолети, както и не малко количество костюми за героя. Градът е двойно по-голям от този в GTA3, а населението му е 1,8 млн. души. Навсякъде присъстват розовите цветове и диско музиката. Авторите отново са разширили възможността за свободни действия.
Има модификация Vice City Multiplayer (VCMP), която добавя мултиплейър режим до 100 играчи на сървър. Има малка, но активна общност.

## Геймплей
Grand Theft Auto: Vice City е екшън-приключенска игра играна от гледната точка на трети човек. Играчите контролират главния персонаж престъпника Томи Версети, с който изпълняват мисии – линейни сценарии със зададени цели, които придвижват историята напред. Възможно е да има повече от една мисия в даден момент, като някои задачи се изчакват от играча за бъдещи инструкции или събития. Извън мисиите главният персонаж може да обикаля свободно из отворения свят на играта. Има и странични мисии, които играчът също може да изпълнява. Действието се развива в измисления град Вайс сити (Vice City – Град на порока). Островите се отварят, когато персонажът напредне в изпълнението на задачите.
Играчът може да бяга, скача и управлява превозно средство в света на играта. Персонажът се изправя срещу враговете си с директна битка: бой с юмруци, хладни и огнестрелни оръжия, включително и експлозиви. Огнестрелните оръжия включват Колт Пайтън, картечници М60 и M134 Minigun. 3D средата в играта осигурява гледна точка от първо лице, когато се прицелва със снайпер или изстрелва ракета. В допълнение, битките в играта позволяват на персонажа стрелба от превозно средство докато е в движение. Играта позволява широка гама от оръжия, които могат да се закупят от местни дилъри на оръжия, присвоявани от мъртви опоненти или намирани из ъглите на града.
В битка авто-целта може да се използва като помощ срещу врага. Персонажът разполага с метър на здравето, който може да пълни от взимането на различни надбавки. На разположение е и броня, която спира куршумите и пречи от сериозни наранявания при експлозия. Бронята се използва само когато играчът е на мисия. Когато здравният метър се изчерпи напълно, играта спира и играчът се връща към живота в близката болница с няколко щети: изгубена броня и намалена парична сума. Ако главният персонаж извършва престъпления, има метър в хед-ъп дисплея (HUD), който отчита сериозността на нарушението. Когато престъпната дейност нарасне до определена точка, полицията в играта обявява извършителя за „търсен“ и започва да го преследва. По време на преследването набор от звезди показват активността на служителите на закона спрямо агресивността на преследвания. Най-високото ниво на активност се отчита с шест звезди. На този етап полицията действа срещу беглеца с хеликоптери и военно оборудване. Метърът охладнява и постепенно замира, когато играчът успява да се скрие или излезе от обсега на полезрение на службите.
По време на игровата сюжетна линия Версети се запознава с персонажи от различни престъпни групировки. След като персонажът изпълни зададените от бандите мисии, членовете на дадена група ще го защитават, а други ще го разпознават като враг и ще откриват стрелба срещу него. Докато обикаля свободно, играчът може да се включи в игри за отмъщение, гасене на пожар или такси превоз. Завършването успешно на тези мисии дава на участника награда в конкретния контекст. След като Версети изгражда своята престъпна империя, играчът може да закупи редица имоти, разпределени из целия град, някои от които действат като допълнителни скривалища, където могат да се събират оръжия и да се съхраняват превозни средства. Съществуват и разнообразни фирми, които могат да бъдат закупени, включително филмово студио, таксиметрова компания и няколко клуба за забавления. Към всяка търговска собственост се отнасят редица мисии, свързани с нея, като премахване на конкуренцията или кражба на оборудване. След приключване на всички мисии, имотът започва да генерира текущ доход за играча.

## История
Внимание:  Текстът по-долу разкрива сюжета на произведението (или части от него)!
През 1986 г. гангстера Томи Версети, който работи за фамилията Форели, действаща в град Либерти Сити, е освободен от затвора, след като там излежава 15-годишна присъда. Неговият шеф Сони Форели търси да установи канали за продан на наркотици на юг. Затова, след излизането от затвора, Томи е изпратен във Вайс Сити (прототип на Маями), за да държи под око важна наркосделка, както и адвоката със съмнителна слава Кен Розенбърг. Наркосделката се проваля, като участниците попадат под обсада от непознати нападатели. Версети и Кен едва се измъкват от атаката. Разяреният Сони, след като научава за провала, нарежда на Томи да открие откраднатите наркотици и пари и ако не го направи, ще последва тежко наказание. Кен, който също търси нападателите, насочва Томи към полковник Хуан Гарсия Кортес, помагал за пропадналата наркосделка. Кортес изказва съжаления за засада и обещава, че ще намери главния виновник за атаката.
Докато разследва, Версети се среща с няколко хора, които му предлагат помощ: музикалния продуцент Кент Пол, който поддържа връзки с подземния свят на града; дилъра Ланс Ванс, който също е помагал в наркосделката и е изгубил брат си в обсадата; разработчика по недвижими имоти Ейвъри Керингтън, който е молил Томи за помощ в няколко сделки; нарко боса Рикардо Диас, който вижда в наемника нищо друго освен лакей. Впоследствие, Кортес започва да се усъмнява, че Диас е организирал нападението. Ланс научава за това и се опитва да убие боса, но без успех. Версети е принуден да ликвидира Диас, преди да се добере до Ланс и Кортес. В резултат на това, той застава начело и формира организация, като се разграничава от фамилията Форели. За да затвърди позицията си новият бос, посъветван от Ейвъри, принуждава бизнеса да му плаща за защита от други престъпни организации и купува почти банкрутирали фирми, с чиято помощ да пере пари. В същото време, Томи подпомага редица банди в начинанията им и подава ръка на Кортес, който се опитва да напусне града с откраднато военно снаряжение.
Сони открива, че Версети е постигнал пълен контрол над наркокартела във Вайс Сити и то без да плаща на фамилията Форели. Разярен от това разкритие, г-н Форели праща наемници със сила да вземат пари от Томи. В отговор, Версети елиминира хората на Сони и тотално скъсва връзката си с фамилията. Сони пристига във Вайс Сити, за да получи полагаемото му се. От своя страна, босът на града има намерение да пробута фалшиви пари на своя бивш шеф. Ланс излиза като предател, поради чувството му да недооцененост, след като Томи се е издигнал в престъпния свят. Последва престрелка в имението на Версети, по време на която собственика попречва на хората на Форели да му вземат парите и убива Ланс. Накрая, в спречкване с още няколко души Томи успява да убие Сони. Кен пристига, за да завари сцената, пълна с трупове. Оцелелият шеф уверява своя приятел, че всичко е наред. Томи Версети позиционира себе си като единствения и несломим бос на Вайс Сити.

## Разработване
„Рокстар Норт“ започва да разработва Grand Theft Auto: Vice City в края на 2001 г., около времето, когато излиза Grand Theft Auto III. Докато първоначалното разработване включва само създаване на 3D модели, изпълнителният продуцент Сам Хаузър каза, че „наистина е започнало в началото на 2002 г.“ и е продължило около девет месеца. След пускането на версията за „Уиндоус“ на Grand Theft Auto III екипът разработчици обсъжда създаването на пакет от мисии за играта, в който да се добавят нови оръжия, превозни средства и мисии. След допълнителна дискусия, екипът решава да изгради тази концепция в самостоятелна игра, което е началото на пътя към Vice City. Играта е обявена на 22 май 2002 г., по време на промишлената среща Electronic Entertainment Expo. Това е най-скъпата игра на Рокстар по това време, с бюджет от $5 милиона. Първоначално продуктът е планиран да излезе на пазара на 5 септември 2002 г., но на 22 октомври е обявено, че играта няма да се появи преди 29 октомври, за да задоволи търсенето на пазара. На 15 октомври 2002 г. разработването на Vice City спира, понеже продуктът е изпратен за фабрично производство. Играта е прибавена в стартовата програма Rockstar Games Launcher септември 2019 г.

### Място на развитие
Играта се развива през 1986 г. в измисления град Вайс Сити, който е базиран в много отношения на Маями. Вайс Сити първоначално се появява в оригиналния Grand Theft Auto (1997). Екипът от разработчици решава да използва локацията повторно и да обединят идеите от студиото с тези на феновете. Подобно на Grand Theft Auto III's Liberty City към описанието на мястото на развитие е подходено с хумор. Авторите са искали да изберат локция, която да се различава от Ню Йорк (градът, на който е базиран Либърти Сити), но и да напомня за мегаполиса. Спират се на Маями, който продуцента на играта описва като „купонджийски град, в който има слънце, море и секс, но също така и мрачни тайни под цялата бляскавост“. Сам Хаузър описва 80-те с думите: „най-грууви епохата, изпълнена с престъпление, просто защото не са чувствали престъплението като нещо лошо... 80-те са тотално преобръщането на ценостите на времето“. Екипът е възнамерявал Вайс Сити да бъде „жив, дишащ град“; играчът по време на игра да чувства, че „животът тече“, докато е затворен в своето си място.
Изгледът на играта, особено облеклата и превозните средства, констрантират на характерния стил на 80-те. Направени са и много препратки към известни мафиотски филми от този период, например „Белязаният“ (1983) и „Пътят на Карлито“ (1993), втория от които има основни заслуги за цялата натура на мафиотите от играта. Телевизионният сериал „Маями Вайс“ (1984 – 89) също има значително влияние върху продукта и по време на продукцията креативният екип е редовен зрител на епизодите. Арт директорът Аарон Гербът използва сериала като отправна точка за създаването на неоновото осветление. Екипът определя „сравнително лесно“ да се пренесе стила и усещането за 80-те върху играта. Разработчиците провеждат мащабни изследвания върху културата от онова време и се сдобиват с огромен обем снимачен материал, отравяващ изгледа отминалата ера. Дори се организират пътувания до Маями, малко след завършека на Grand Theft Auto III. Пътуващите са организирани по групи, които да проучват улиците на града.

### История и персонажи
Говорещият протагонист е голям скок в развитието, сравнения в мълчаливия Клод от Grand Theft Auto III. Екипът на играта отделя голям труд по създаването на персонажа. Американският актьор Рей Лиота дава гласа си за главния герой Тони Верчети. Лиоти описва ролята си като предизвикателство: „Пресъздаваш персонаж, който не е там, пред теб... Работата е напрегната.“ Когато е записвана ролята, екипът използва син екран, за да помогне на актьора да визуализира „как се движи“ неговия образ. Тиймът от разработчици уверява, че играчът ще чувства „истинска привързаност“ към Томи, който прави интересн начина на изграждане на историята. Дан Хаузър описва Томи като „силен и опасен, готов да изчака правилния момент за действие“. Режисьорът Навид Хонсери често настоява за повторни дубли при снимките с Лиота, като намира работата с актьора за трудна. „В някои прослушвания... справя се добре, но понякога... беше много мрачен и не можеше да се работи с него.“ – твърди Сам Хаузър. След успеха на играта Лиота се оплаква, че не му е платено добре за ролята.
По-голяма част от анимирането на играта е оригинално, като съществуват малко заемки от нейния предшественик третата част. За създаването на персонажите, екипът ползва техниките „улавяне на движение“ и „стоп моушън“ – в отрязъците (сюжетни видеа) е използвана първата техника, докато гейминга е комбинация от двете. Екипът среща трудности при анимирането на движенията с мотоциклет, отчасти заради разнообразието в модела на превозно средство. За изграждането на външния вид на персонажите на пешеходците е използван графичния присет skin (кожа), който позволява на аниматорът да пресъздаде по-реалистичен вид на своя характер. Моделите на пешеходците са 110, всеки от тях с уникален външен вид, които обикалят свободно по улиците на Вайс Сити. Персонажите, участници в историята, са около 50 – всеки от тях изработен с двойно повече полигони и текстури в сравнение с Grand Theft Auto III. Това повлиява на физиката на персонажа, като подобрява аспекти от играта например точността на мерника при стайпера. Някои измислени лица са повлияни от гангстерски филми – „Кръстникът“ (1972), „Белязаният“ (1983) и др. Представянето на играта е вдъхновено от телевизионните екшън сериали от 80-те – „Маями Вайс“, „Среднощен ездач“ и др. Взаимотношенията между Томи Версети и Ланс Ванс са представани подобно на тези между Джеймс Крокет и Рикардо Тъбс – главните герои от „Маями Вайс“.